# Lineare Disjunktheit
In der abstrakten Algebra heißen zwei Zwischenkörper {\displaystyle M} und {\displaystyle N} einer Körpererweiterung {\displaystyle L/K} linear disjunkt, wenn jede Menge von Elementen von {\displaystyle M}, die über {\displaystyle K} linear unabhängig ist, auch über {\displaystyle N} linear unabhängig ist. Eine äquivalente Charakterisierung lautet: Die Abbildung
{\displaystyle M\otimes _{K}N\to L}
ist injektiv (zur Notation siehe Tensorprodukt). An dieser Beschreibung sieht man auch sofort, dass lineare Disjunktheit eine symmetrische Eigenschaft von {\displaystyle M} und {\displaystyle N} ist.
Der Schnitt linear disjunkter Teilerweiterungen ist stets der Grundkörper {\displaystyle K}, d. h.
{\displaystyle M\cap N=K.}
Die Umkehrung gilt nicht allgemein, jedoch zumindest dann, wenn eine der beiden Erweiterungen {\displaystyle M/K} und {\displaystyle N/K} endlich und galoissch ist.
In der Galoistheorie lassen sich bestimmte Aussagen verschärfen, wenn man die lineare Disjunktheit der Zwischenkörper voraussetzt.
Zum Beispiel ist die Galoisgruppe G(MN/K) des Kompositums MN der linear disjunkten Zwischenkörper M, N isomorph zum Produkt der Galoisgruppen G(M/K), G(N/K) von M und N. Lässt man die lineare Disjunktheit weg, erhält man nur die Isomorphie von G(MN/K) zu einer Untergruppe des Produkts G(M/K) × G(N/K).

## Verwandte Begriffe
- Eine Körpererweiterung {\displaystyle L/K} ist genau dann regulär, wenn {\displaystyle L} linear disjunkt zu einem algebraischen Abschluss {\displaystyle {\bar {K}}} von {\displaystyle K} ist.
- Eine Erweiterung {\displaystyle L} eines Körpers {\displaystyle K} der Charakteristik {\displaystyle p>0} ist genau dann separabel, wenn {\displaystyle L} linear disjunkt zu

{\displaystyle K^{p^{-\infty }}=\{x\in {\bar {K}}\mid \exists n\colon x^{p^{n}}\in K\}}
ist.